# Priesterseminar Limburg

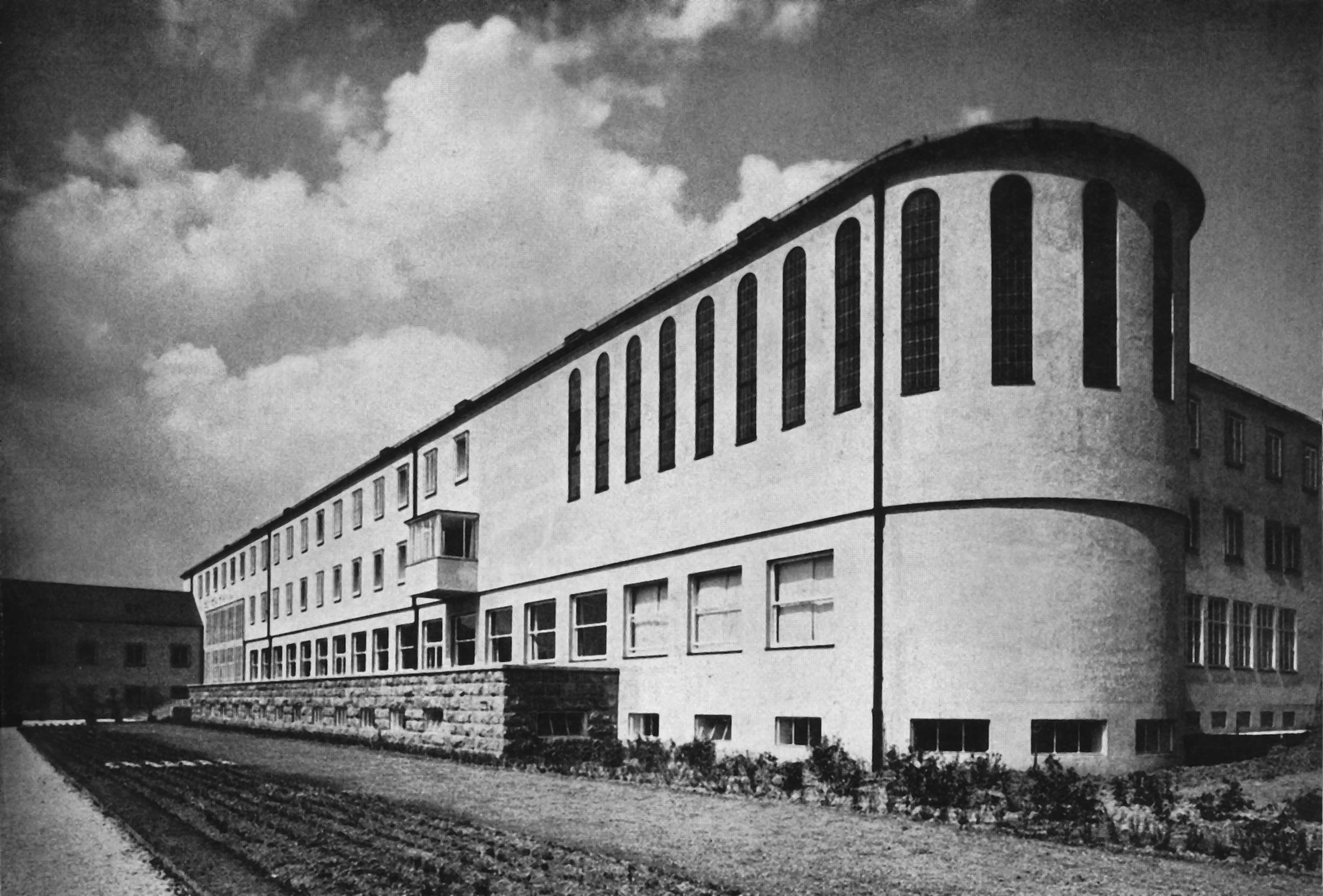
Das Priesterseminar Limburg (Aufnahme aus den 1930er Jahren)

Das Priesterseminar Limburg in Limburg an der Lahn ist eine Institution des Bistums Limburg zur Ausbildung katholischer Priester, Diakone und Pastoral- und Gemeindereferenten.

## Geschichte
Nach der Gründung des Bistums Limburg als nassauisches „Landesbistum“ im Jahr 1827 wurde das diözesane Priesterseminar 1829 im ehemaligen Franziskanerkloster Limburg (heute Bischöfliches Ordinariat) für die praktische Ausbildung im Jahr vor der Priesterweihe gemäß den Bestimmungen in der päpstlichen Bulle Ad dominici gregis custodiam gegründet. Dabei knüpfte man an die Tradition vor der Säkularisation an, als Seminaristen aus den rechtsrheinischen Gebieten unter dem in Koblenz residierenden Trierer Generalvikar Ludwig Joseph Beck ab 1797 im dortigen Lektorat der Franziskaner mitstudiert hatten.
Der Name Seminarium Wilhelmianum bezog sich dabei auf den Landesherrn, Herzog Wilhelm I. von Hessen-Nassau. Zunächst strebte die herzogliche Regierung an, gemeinsam mit Kurhessen eine Fakultät für katholische Theologie an der Universität Marburg einzurichten. Bischof Jakob Brand befürwortete diese Pläne, da er den Seminaristen eine universitäre Ausbildung ermöglichen wollte. Im Frankfurter Vertrag vom 30. Dezember 1830 zwischen den beiden Staaten wurden die Rahmenbedingungen festgelegt. Da jedoch das kurhessische Bistum Fulda nicht in die Pläne eingebunden worden war und die Landesregierung die Professoren auf die antirömische Frankfurter Kirchenpragmatik verpflichten wollte sowie jegliche Amtsaufsicht über die Fakultät seitens der Bischöfe verhindern wollte, scheiterte der Aufbau dieser Fakultät. Stattdessen begann man den provisorischen Ausbau des Seminars zu einer unabhängigen theologischen Fakultät, die 1831 mit drei jungen Professoren und 17 Seminaristen den Lehrbetrieb aufnahm. Eine Unterbringung an den Universitäten der oberrheinischen Kirchenprovinz lehnte Brand mittlerweile ab, weil er befürchtete, die dortige Polemik gegen den Zölibat würde sich ungut auf die Seminaristen auswirken.
Nach dem Tod Bischof Brands wurde die Fakultät wieder aufgegeben und die Seminaristen studierten ab 1838 an der theologischen Fakultät der Universität Gießen. Unter Bischof Blum wurde die Zusammenarbeit mit dem Bistum Mainz weiter ausgebaut. 1876 wurde das Seminar im Kulturkampf aufgelöst. Die Limburger Seminaristen studierten nun in bayrischen Diözesen und wurden dort auch inkardiniert, was zu einem großen Priestermangel im Bistum Limburg führte. 1887 wurde das Seminar wieder eröffnet und die Seminaristen studierten von nun an an der theologischen Fakultät in Fulda. Bestrebungen, auch in Limburg eine theologische Fakultät wiederzuerrichten, blieben aus finanziellen Gründen erfolglos, wenngleich ein Seminarbaufonds eingerichtet wurde.
Eine Änderung der Pläne erfolgte durch die Aufhebung der Jesuitengesetze im Jahr 1917. Diese ermöglichte es den Jesuiten, Niederlassungen in Deutschland zu gründen. Unter Provinzial Ludwig Kösters sah man sich darum nach einer Gelegenheit für ein solches Seminar um. Diese Gelegenheit bot sich im Bistum Limburg, wo durch einen Staatskirchenvertrag die Diözese berechtigt war, ein Vollseminar einzurichten. Zunächst war geplant, dieses als Fakultät an der neugegründeten Universität Frankfurt am Main einzurichten. Da diese jedoch eine Stifteruniversität war, hätte die Kirche die Kosten voll übernehmen müssen, wozu das Bistum Limburg sich nicht in der Lage sah. Nach dem Krieg wurde der Kontakt zum Jesuitenorden hergestellt und Pläne zu Einrichtung einer jesuitischen Fakultät in Frankfurt aufgenommen. Der Plan, diese Fakultät an die Universität Frankfurt anzugliedern wurde in diesem Zuge fallengelassen. Zum Wintersemester 1925/26 wurde der Lehrbetrieb aufgenommen. Die Seminaristenzahlen wuchsen rasant: 1928 studierten 84, 1928 123, 1934 260 Seminaristen in Frankfurt-Sankt Georgen.
Zur selben Zeit wurde in Limburg ein neues Seminar für das praktische Jahr errichtet. Der heute noch bestehende Gebäudekomplex außerhalb des historischen Stadtkerns entstand 1929–31 nach Plänen von Dominikus Böhm und Hans und Christoph Rummel. Die Klais-Orgel (Opus 1181) in der Kapelle des Priesterseminars umfasst zwei Manualen mit Pedal hat 13 Register. Sie wurde 1959 erbaut.

## Ausbildung und Organisation

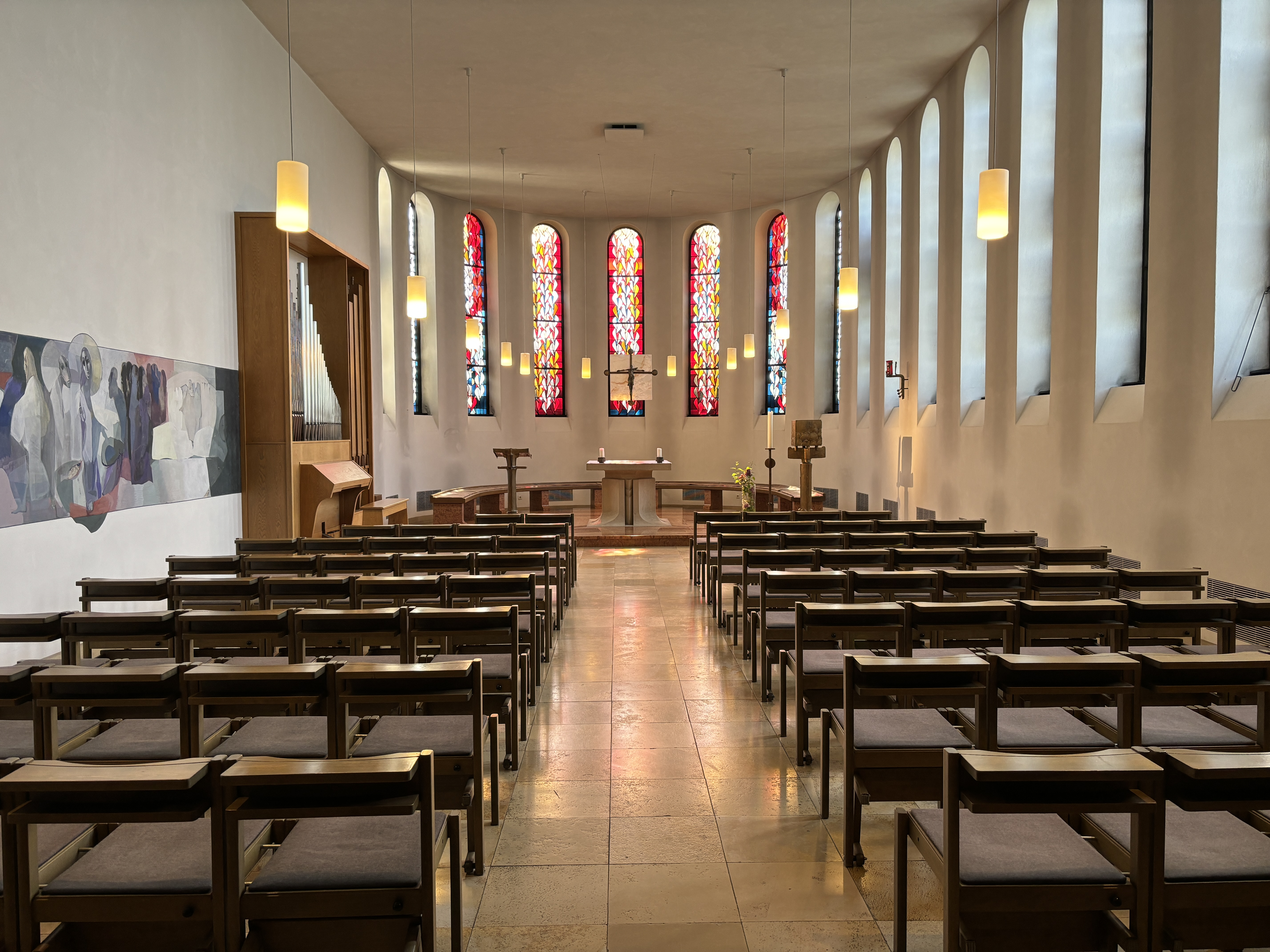
Kapelle des Priesterseminars Limburg

Ab 1965 wurden im Limburger Priesterseminar auch die Ständigen Diakone und die Gemeindereferentinnen ausgebildet. Heute dient es als Tagungshaus. Ein Teil der Gebäude beherbergt die Diözesanbibliothek Limburg.
Gegenwärtig studieren die Priesterkandidaten des Bistums Limburg im überdiözesanen Priesterseminar Sankt Georgen und an der dortigen Philosophisch-Theologischen Hochschule. Seit 2002 findet auch die praxisbegleitende Ausbildung der Priesterkandidaten in Kooperation mit anderen Bistümern statt. Der sich an das Theologiestudium anschließende zweijährige Pastoralkurs findet im Priesterseminar der Erzdiözese Hamburg statt.